# Funkcja L Dirichleta
W analitycznej teorii liczb, szereg L Dirichleta to szereg funkcyjny postaci
{\displaystyle L(s,\chi )=\sum _{n=1}^{\infty }{\frac {\chi (n)}{n^{s}}},}
gdzie {\displaystyle \chi } jest charakterem Dirichleta modulo {\displaystyle q,} a {\displaystyle s} jest liczbą zespoloną, przy czym {\displaystyle \Re (s)>1.} Poprzez kontynuację analityczną pojęcie powyższego szeregu można rozszerzyć na całą płaszczyznę zespoloną. Wtedy funkcję {\displaystyle L(s,\chi )} nazywa się funkcją L Dirichleta.
Funkcja zawdzięcza swoją nazwę Peterowi G.L. Dirichletowi, który wykorzystał jej własności aby pokazać, że wszystkie ciągi arytmetyczne {\displaystyle a+nq,} gdzie {\displaystyle a,q} są liczbami naturalnymi o największym wspólnym dzielniku równym 1, zawierają nieskończenie wiele liczb pierwszych.

## Iloczyn Eulera
Ponieważ {\displaystyle \chi } jest funkcją całkowicie multiplikatywną, funkcję L Dirichleta można przedstawić w postaci iloczynu Eulera
{\displaystyle L(s,\chi )=\prod _{p}\left(1-{\frac {\chi (p)}{p^{s}}}\right)^{-1}}
dla {\displaystyle \Re (s)>1,} gdzie {\textstyle \prod _{p}} rozumiemy jako zbieżny iloczyn po wszystkich liczbach pierwszych.